# Andrzej Grabowski (poeta)
Andrzej Grabowski, ps. John Vern (ur. 9 września 1947 we Wrocławiu) – polski poeta, prozaik, autor utworów dla dzieci oraz tłumacz literatury anglosaskiej, animator kultury.
Ukończył Studium Kulturalno-Oświatowe w Krakowie. Jako poeta debiutował w 1971 na łamach „Gazety Krakowskiej”. Jest kawalerem Orderu Uśmiechu.

## Wybrana twórczość
- Bez maski
- Zabielą jeszcze sadze śniegiem
- A to już szron tego lata
- Spóźniona wieczerza
- Przygody skrzata Wiercipiętka
- Fikuś, Zulek i „Ciężkogłowy”
- Hilary, Zulek i ruskie pierogi
- List do Mikołaja
- Wiersze magiczne
- Jak mistrz Twardowski uratował Kraków
- Oszaleć można z tymi kotami
- Gdy Polak nie musi. Ballady i satyry
- Wiersze syberyjskie i zakazane
- Gabalone po niemiecku...
- Funia, Kicia i cała reszta